# Rhodometra albipunctaria
Rhodometra albipunctaria là một loài bướm đêm trong họ Geometridae.